# Předvolební průzkumy k volbám do Poslanecké sněmovny Parlamentu České republiky 2017
Předvolební průzkumy k volbám do Poslanecké sněmovny Parlamentu České republiky 2017 jsou rozděleny do několika kategorií: stranické preference, volební modely a volební potenciály a jádra. V tabulkách jsou zahrnuty průzkumy publikované od začátku roku 2015, tedy přibližně od poloviny volebního období.

## Zahrnuté politické strany
| Název | Název                                                         | Zkratka  | Předseda                  |
| ----- | ------------------------------------------------------------- | -------- | ------------------------- |
|       | ANO 2011                                                      | ANO      | Andrej Babiš              |
|       | Blok proti islamizaci - Obrana domova                         | BPI      | David Štěpán              |
|       | Česká pirátská strana                                         | Piráti   | Ivan Bartoš               |
|       | Česká strana sociálně demokratická                            | ČSSD     | Milan Chovanec            |
|       | Dělnická strana sociální spravedlnosti                        | DSSS     | Tomáš Vandas              |
|       | Komunistická strana Čech a Moravy                             | KSČM     | Vojtěch Filip             |
|       | Křesťanská a demokratická unie – Československá strana lidová | KDU-ČSL  | Pavel Bělobrádek          |
|       | Občanská demokratická aliance                                 | ODA      | Pavel Sehnal              |
|       | Občanská demokratická strana                                  | ODS      | Petr Fiala                |
|       | Realisté                                                      | REAL     | Michal Moroz a Jiří Hynek |
|       | Strana zdravého rozumu                                        | Rozumní  | Petr Hannig               |
|       | Starostové a nezávislí                                        | STAN     | Petr Gazdík               |
|       | Strana Práv Občanů                                            | SPO      | Jan Veleba                |
|       | Strana svobodných občanů                                      | Svobodní | Petr Mach                 |
|       | Strana zelených                                               | Zelení   | Matěj Stropnický          |
|       | Svoboda a přímá demokracie                                    | SPD      | Tomio Okamura             |
|       | TOP 09                                                        | TOP 09   | Miroslav Kalousek         |
|       | Úsvit – Národní Koalice                                       | Úsvit    | Miroslav Lidinský         |

## Stranické preference
Stranické preference nejsou předpověď volebních výsledků, ale odhadem oblíbenosti politických stran. Do výsledných procent se zahrnují odpovědi všech respondentů, i těch, co nechtějí volit.

### 2015
| Datum                        | Agentura         | Odkaz                                             | Počet respondentů | ANO                      | ČSSD             | ODS                                             | KSČM | TOP 09 | KDU-ČSL | Úsvit | Piráti | SPD | SZ  | Svobodní | STAN | DSSS | Ostatní | Neví/ žádnou | Statistická chyba |     |     |     |   |     |      |          |
| ---------------------------- | ---------------- | ------------------------------------------------- | ----------------- | ------------------------ | ---------------- | ----------------------------------------------- | ---- | ------ | ------- | ----- | ------ | --- | --- | -------- | ---- | ---- | ------- | ------------ | ----------------- | --- | --- | --- | - | --- | ---- | -------- |
| Datum                        | Agentura         | Odkaz                                             | Počet respondentů | 12. prosince – 12. ledna | Phoenix Research | PDF Archivováno 24. 9. 2015 na Wayback Machine. | 1112 | 23,6   | 16,8    | 6,6   | 12,0   | 6,5 | 6,8 | 1,7      | 2,5  | —    | Ostatní | Neví/ žádnou | Statistická chyba | 1,7 | 1,8 | 2,5 | — | 5,6 | 11,9 | ±1-1,5 % |
| 6.–16. ledna                 | STEM             | HTML Archivováno 6. 12. 2015 na Wayback Machine.  | 1081              | 23,0                     | 15,3             | 4,3                                             | 10,8 | 6,2    | 4,7     | 3,4   | 3,7    | —   | 1,1 | 1,5      | —    | 1,3  | 1,4     | 23,3         | ±2-3 %            |     |     |     |   |     |      |          |
| 19.–29. května               | STEM             | HTML Archivováno 22. 7. 2015 na Wayback Machine.  | 1065              | 21,5                     | 15,6             | 4,5                                             | 12,0 | 5,7    | 4,7     | 1,4   | 2,7    | —   | 2,9 | 1,5      | —    | 1,4  | 2,8     | 23,3         | ±2-3 %            |     |     |     |   |     |      |          |
| 4.–11. června                | STEM             | HTML Archivováno 28. 8. 2015 na Wayback Machine.  | 1003              | 21,3                     | 18,5             | 6,3                                             | 12,2 | 6,3    | 5,3     | 2,6   | 3,3    | —   | 3,0 | 1,7      | —    | 0,3  | 2,1     | 17,2         | ±2-3 %            |     |     |     |   |     |      |          |
| 26. června – 13. července    | Phoenix Research | PDF Archivováno 9. 9. 2015 na Wayback Machine.    | 985               | 22,5                     | 19,1             | 10,0                                            | 10,5 | 7,5    | 6,3     | 2,9   | 1,6    | 1,1 | 1,0 | 1,5      | 2,2  | —    | 3,0     | 10,8         | ±1,5 %            |     |     |     |   |     |      |          |
| 30. července – 10. srpna     | Phoenix Research | PDF Archivováno 24. 9. 2015 na Wayback Machine.   | 1003              | 23,4                     | 18,7             | 8,4                                             | 10,2 | 7,9    | 6,1     | 3,4   | 2,2    | 1,0 | 1,2 | 1,5      | 2,2  | —    | 4,0     | 9,8          | ±1,5 %            |     |     |     |   |     |      |          |
| 31. srpna – 10. září         | Phoenix Research | PDF Archivováno 16. 8. 2016 na Wayback Machine.   | 1007              | 23,2                     | 19,2             | 10,4                                            | 8,9  | 7,6    | 6,6     | 3,5   | 2,1    | 1,0 | 1,4 | 1,3      | 2,3  | —    | 4,1     | 8,4          | ±1,5 %            |     |     |     |   |     |      |          |
| 18.–28. září                 | STEM             | HTML Archivováno 6. 12. 2015 na Wayback Machine.  | 925               | 21,7                     | 16,4             | 4,8                                             | 10,8 | 5,8    | 4,3     | 1,6   | 2,3    | 3,9 | 3,0 | 1,4      | —    | —    | 4,4     | 19,6         | ±2-3 %            |     |     |     |   |     |      |          |
| 30. září – 10. října         | Phoenix Research | PDF Archivováno 5. 3. 2016 na Wayback Machine.    | 1023              | 24,7                     | 19,6             | 10,5                                            | 8,8  | 6,4    | 5,9     | 3,7   | 2,1    | 1,2 | 1,4 | 1,3      | 2,3  | —    | 3,5     | 8,6          | ±1,5 %            |     |     |     |   |     |      |          |
| 30. října – 10. listopadu    | Phoenix Research | PDF Archivováno 18. 11. 2015 na Wayback Machine.  | 1018              | 25,4                     | 18,2             | 10,4                                            | 9,5  | 6,4    | 5,5     | 4,1   | 1,9    | 1,4 | 1,1 | 1,6      | 1,9  | —    | 4,2     | 8,4          | ±1,5 %            |     |     |     |   |     |      |          |
| 2.–11. listopadu             | STEM             | HTML Archivováno 24. 11. 2015 na Wayback Machine. | 1109              | 19,7                     | 15,6             | 5,8                                             | 9,5  | 6,0    | 4,8     | 1,0   | 3,6    | 2,5 | 2,4 | 0,8      | —    | —    | 3,7     | 24,6         | ±2–3 %            |     |     |     |   |     |      |          |
| 3.–11. prosince              | STEM             | HTML                                              | 1014              | 19,6                     | 16,3             | 6,0                                             | 9,7  | 5,2    | 4,8     | 1,5   | 3,1    | 2,7 | 1,6 | 1,7      | —    | —    | 4,0     | 23,8         | ±2–3 %            |     |     |     |   |     |      |          |
| 30. listopadu – 13. prosince | Phoenix Research | PDF Archivováno 22. 12. 2015 na Wayback Machine.  | 1015              | 24,3                     | 18,5             | 10,4                                            | 10,3 | 6,5    | 5,0     | 5,0   | 1,5    | 1,2 | 1,3 | 1,1      | 1,2  | —    | 4,6     | 9,1          | ±1,5 %            |     |     |     |   |     |      |          |

### 2016
| Datum            | Agentura         | Odkaz                                           | Počet respondentů | ANO          | ČSSD             | KSČM                                           | ODS  | KDU-ČSL | TOP 09 | STAN | SPD  | Piráti | SZ  | Úsvit | Svobodní | Ostatní | Neví/ žádnou | Statistická chyba |     |     |     |     |     |     |        |
| ---------------- | ---------------- | ----------------------------------------------- | ----------------- | ------------ | ---------------- | ---------------------------------------------- | ---- | ------- | ------ | ---- | ---- | ------ | --- | ----- | -------- | ------- | ------------ | ----------------- | --- | --- | --- | --- | --- | --- | ------ |
| Datum            | Agentura         | Odkaz                                           | Počet respondentů | 2.–13. ledna | Phoenix Research | PDF Archivováno 2. 4. 2016 na Wayback Machine. | 1018 | 24,4    | 18,1   | 10,5 | 10,2 | 5,0    | 6,2 | 1,5   | 1,6      | Ostatní | Neví/ žádnou | Statistická chyba | 1,2 | 1,2 | 5,0 | 1,0 | 5,2 | 8,9 | ±1,5 % |
| 11.–19. ledna    | STEM             | HTML                                            | 1015              | 20,0         | 18,0             | 11,0                                           | 7,0  | 5,0     | 5,0    | —    | 3,0  | 3,0    | 2,0 | 2,0   | 1,0      | 4,0     | 19,0         | ±2,0–3,0 %        |     |     |     |     |     |     |        |
| 1.–12. února     | Phoenix Research | PDF Archivováno 25. 2. 2016 na Wayback Machine. | 1015              | 24,8         | 18,4             | 10,5                                           | 10,0 | 5,2     | 5,9    | 1,6  | 1,6  | 1,4    | 1,6 | 5,0   | 1,4      | 4,7     | 7,9          | ±1,5 %            |     |     |     |     |     |     |        |
| 2.–11. března    | Phoenix Research | PDF Archivováno 24. 3. 2016 na Wayback Machine. | 1017              | 25,0         | 18,0             | 10,2                                           | 10,2 | 5,5     | 5,4    | 1,5  | 2,0  | 1,4    | 1,5 | 5,5   | 1,6      | 4,5     | 7,7          | ±1,5 %            |     |     |     |     |     |     |        |
| 16.–23. března   | STEM             | HTML                                            | 1050              | 20,0         | 14,0             | 12,0                                           | 5,0  | 4,0     | 5,0    | —    | 3,0  | 3,0    | 3,0 | 2,0   | 2,0      | 5,0     | 22,0         | ±2–3 %            |     |     |     |     |     |     |        |
| 1.–10. dubna     | Phoenix Research | PDF Archivováno 23. 4. 2016 na Wayback Machine. | 1020              | 22,3         | 18,4             | 11,7                                           | 10,4 | 5,2     | 4,9    | 1,5  | 1,8  | 2,0    | 1,8 | 5,2   | 1,9      | 4,7     | 8,2          | ±1,5 %            |     |     |     |     |     |     |        |
| 1.–10. května    | Phoenix Research | PDF Archivováno 10. 6. 2016 na Wayback Machine. | 1018              | 23,4         | 18,0             | 12,5                                           | 10,2 | 5,5     | 4,5    | 2,1  | 1,5  | 1,5    | 1,4 | 5,0   | 1,5      | 3,7     | 9,2          | ±1,5 %            |     |     |     |     |     |     |        |
| 1.–10. listopadu | Phoenix Research | PDF[nedostupný zdroj]                           | 1018              | 24,4         | 16,2             | 10,5                                           | 7,9  | 6,0     | 4,2    | 4,7  | 4,0  | 2,3    | 2,0 | 1,0   | 1,5      | 5,0     | 10,3         | ±2,5 %            |     |     |     |     |     |     |        |

### 2017
| Datum                    | Agentura         | Odkaz                                            | Počet respondentů | ANO          | SPD              | ČSSD                                            | KSČM | Piráti | TOP 09 | ODS  | KDU-ČSL | Zelení | STAN | Svobodní | Realisté | Úsvit | Ostatní | Neví/ žádnou | Statistická chyba |     |     |     |     |     |     |        |
| ------------------------ | ---------------- | ------------------------------------------------ | ----------------- | ------------ | ---------------- | ----------------------------------------------- | ---- | ------ | ------ | ---- | ------- | ------ | ---- | -------- | -------- | ----- | ------- | ------------ | ----------------- | --- | --- | --- | --- | --- | --- | ------ |
| Datum                    | Agentura         | Odkaz                                            | Počet respondentů | 1.–10. ledna | Phoenix Research | PDF Archivováno 28. 2. 2017 na Wayback Machine. | 1016 | 23,7   | 3,9    | 15,9 | 11,1    | 2,6    | 5,2  | 7,4      | 5,5      | 2,0   | Ostatní | Neví/ žádnou | Statistická chyba | 4,4 | 1,7 | 1,2 | 1,2 | 4,7 | 9,5 | ±2,5 % |
| 9.–22. ledna             | CVVM             | PDF                                              | 976               | 21,5         | 2,5              | 14                                              | 8,5  | 2      | 4,5    | 5,5  | 4,5     | 1      | —    | —        | —        | —     | 3,0     | 33           | —                 |     |     |     |     |     |     |        |
| 11.–23. ledna            | STEM             | HTML                                             | 1048              | 23           | 4                | 13                                              | 9    | 4      | 4      | 6    | 5       | 2      | 2    | 1        | —        | 1     | 3       | 23           | ±2-3 %            |     |     |     |     |     |     |        |
| 6.–19. února             | CVVM             | PDF                                              | 953               | 21,0         | 2                | 13,5                                            | 9    | 2      | 4      | 6    | 5,5     | 1,5    | —    | —        | —        | —     | 3       | 32,5         | —                 |     |     |     |     |     |     |        |
| 27. února – 6. března    | STEM             | HTML                                             | 1042              | 22           | 3                | 12                                              | 12   | 4      | 5      | 5    | 5       | 2      | 2    | 1        | —        | 3     | 3       | 21           | ±2-3 %            |     |     |     |     |     |     |        |
| 1.–10. března            | Phoenix Research | PDF Archivováno 22. 3. 2017 na Wayback Machine.  | 1017              | 23,5         | 3,5              | 14,7                                            | 11,8 | 3,0    | 4,6    | 7,9  | 5,6     | 1,3    | 5,0  | 1,4      | 2,3      | 0,7   | 6,8     | 10,2         | ±2,5 %            |     |     |     |     |     |     |        |
| 6.–19. března            | CVVM             | PDF                                              | 971               | 21           | 3,5              | 16,5                                            | 9    | 2      | 3,5    | 5,5  | 4       | 1,5    | —    | —        | —        | —     | 2,5     | 31           | —                 |     |     |     |     |     |     |        |
| 1.–10. dubna             | Phoenix Research | PDF Archivováno 19. 4. 2017 na Wayback Machine.  | 1019              | 23,5         | 3,6              | 14,2                                            | 12,1 | 3,2    | 4,7    | 8,0  | x       | 1,1    | x    | 1,6      | 2,6      | 1,0   | 5,6     | 9,4          | ±2,5 %            |     |     |     |     |     |     |        |
| 3.–13. dubna             | CVVM             | PDF                                              | 965               | 23           | 2                | 11,3                                            | 9    | 3,5    | 4      | 6,5  | 5       | 2      | 1    | —        | —        | —     | 2,5     | 30           | —                 |     |     |     |     |     |     |        |
| 6.–14. dubna             | STEM             | HTML                                             | 1033              | 20           | 3                | 13                                              | 10   | 4      | 4      | 5    | 5       | 3      | 2    | 1        | —        | 2     | 3       | 25           | ±3 %/2 %          |     |     |     |     |     |     |        |
| 1.–15. května            | Phoenix Research | PDF Archivováno 25. 11. 2017 na Wayback Machine. | 1021              | 22,9         | 3,8              | 15,2                                            | 11,7 | 3,4    | 4,9    | 7,4  | x       | 1,6    | x    | 1,3      | 2,8      | 1,1   | 5,9     | 7,7          | ±2,5 %            |     |     |     |     |     |     |        |
| 5.–15. června            | STEM             | HTML                                             | 950               | 25           | 3                | 9                                               | 11   | 4      | 4      | 7    | 6       | 2      | 1    | 1        | —        | 2     | 3       | 22           | ±2-3%             |     |     |     |     |     |     |        |
| 8.–18. května            | CVVM             | PDF                                              | 944               | 20,5         | 2                | 10                                              | 7,5  | 3,5    | 4      | 8    | 5,5     | 1,5    | 1    | —        | —        | —     | 2,5     | 34           | —                 |     |     |     |     |     |     |        |
| 5.–18. června            | CVVM             | PDF                                              | 983               | 23           | 3,5              | 9                                               | 9,5  | 3      | 3,5    | 7,5  | 5       | 1,5    | 1    | 1        | —        | —     | 1,5     | 31           | —                 |     |     |     |     |     |     |        |
| 21. června – 3. července | STEM             | HTML                                             | 1038              | 24           | 3                | 11                                              | 11   | 4      | 4      | 6    | 5       | 2      | 1    | 1        | —        | 2     | 2       | 24           | ±2-3%             |     |     |     |     |     |     |        |
| 1.–12. července          | Phoenix Research | PDF Archivováno 21. 9. 2017 na Wayback Machine.  | 1062              | 25,3         | 12,5             | 12                                              | 10,5 | 10,0   | 9,0    | 8,6  | x       | 2,1    | x    | 1,5      | 3,5      | 0,5   | 5,1     | 7,0          | ±2,5 %            |     |     |     |     |     |     |        |
| 4. - 14. září            | CVVM             |                                                  | 924               | 16,9         | 4,0              | 7,6                                             | 6,8  | 4,0    | 2,2    | 4,4  | 3,5     | 1,0    | 1,5  | 1,0      | —        | —     | 3,6     | 23,5         | —                 |     |     |     |     |     |     |        |
|                          | STEM/MARK        |                                                  | 1046              | 27,7         | 9,2              | 11,7                                            | 11,9 | 7,4    | 6,7    | 7,5  | 5,8     | 3,3    | 2,9  | 1,5      | —        | —     | 4,4     | —            | —                 |     |     |     |     |     |     |        |

## Volební modely
Volební model je odhad, jak by dopadly volby. Zahrnuje pouze odpovědi respondentů, kteří půjdou volit. Nezapočítávají se odpovědi nerozhodnutých voličů ani respondentů, kteří chtějí k volbám, ale nevědí, koho volit.
Volební prognóza je také odhad volebních výsledků. Jedná se o sofistikovaný výpočet, jehož metodiku agentury nezveřejňují.

### 2015
| Datum                       | Agentura   | Odkaz                                            | Počet respondentů | ANO                | ČSSD                 | KSČM | ODS  | TOP 09 | KDU-ČSL | Úsvit | Piráti | SPD  | Svobodní | SZ  | STAN | DSSS | Ostatní | Volební účast | Statistická chyba |     |     |   |     |     |      |
| Datum                       | Agentura   | Odkaz                                            | Počet respondentů | 25.–26. října 2013 | ČSÚ - výsledky voleb | HTML | –    | 18,7   | 20,5    | 14,9  | 7,7    | 12,0 | 6,8      | 6,9 | 2,7  | —    | Ostatní | Volební účast | Statistická chyba | 2,5 | 3,2 | — | 0,9 | 3,2 | 59,5 |
| --------------------------- | ---------- | ------------------------------------------------ | ----------------- | ------------------ | -------------------- | ---- | ---- | ------ | ------- | ----- | ------ | ---- | -------- | --- | ---- | ---- | ------- | ------------- | ----------------- | --- | --- | - | --- | --- | ---- |
| 8.–14. ledna                | SANEP      | HTML Archivováno 17. 7. 2020 na Wayback Machine. |                   | 23,4               | 23,2                 | 13,5 | 6,3  | 9,4    | 7,8     | 4,3   | 3,7    | —    | —        | —   | —    | —    | 8,4     | 53,9          | ±1,5 %            |     |     |   |     |     |      |
| 12.–19. ledna               | CVVM       | PDF                                              | 1021              | 30,0               | 27,5                 | 13,5 | 6,5  | 6,5    | 7,5     | 2,0   | 2,5    | —    | 1,0      | 1,0 | —    | —    | 2,0     | 56,0          | —                 |     |     |   |     |     |      |
| 18.–21. ledna               | TNS Aisa   | HTML                                             | 1200              | 30,5               | 19,0                 | 9,5  | 9,0  | 10,0   | 6,5     | 4,5   | 2,5    | —    | 2,0      | 4,5 | —    | —    | 2,0     | 64,0          | ±1,0-3,1 %        |     |     |   |     |     |      |
| 6. ledna – 6. února         | Median     | PDF                                              | 1046              | 23,0               | 21,5                 | 12,0 | 8,5  | 11,5   | 6,5     | 6,0   | 3,0    | —    | 2,5      | 3,5 | —    | —    | 2,5     | 56,5          | ±1-3 %            |     |     |   |     |     |      |
| 23. ledna – 3. února        | PPM Factum | HTML Archivováno 17. 7. 2020 na Wayback Machine. | 973               | 23,5               | 18,6                 | 16,5 | 6,1  | 10,1   | 6,7     | 6,5   | 3,0    | —    | 2,4      | 2,8 | —    | —    | 4,0     | 49,0          | —                 |     |     |   |     |     |      |
| 2.–9. února                 | CVVM       | PDF                                              | 1069              | 31,0               | 28,0                 | 11,5 | 5,0  | 7,5    | 6,0     | 2,5   | 3,0    | —    | —        | 2,5 | —    | —    | 3,0     | 61,0          | —                 |     |     |   |     |     |      |
| 5.–11. února                | SANEP      | HTML                                             |                   | 19,7               | 23,6                 | 14,8 | 5,8  | 9,2    | 8,4     | 3,3   | 4,1    | —    | —        | 3,6 | —    | —    | 7,5     | —             | ±1,5 %            |     |     |   |     |     |      |
| 16.–22. února               | TNS Aisa   | HTML Archivováno 17. 7. 2020 na Wayback Machine. | 1200              | 29,0               | 22,5                 | 10,5 | 7,5  | 10,5   | 6,0     | 4,5   | 3,5    | —    | —        | 2,0 | —    | —    | 4,0     | 69,5          | ±0,9-3,1 %        |     |     |   |     |     |      |
| 7. února – 7. března        | Median     | PDF                                              | 1090              | 24,5               | 20,0                 | 15,0 | 8,0  | 12,0   | 6,0     | 5,0   | 2,5    | —    | 2,5      | 3,0 | —    | —    | 1,5     | 58,0          | ±1-3 %            |     |     |   |     |     |      |
| 20. února – 2. března       | PPM Factum | HTML Archivováno 4. 3. 2016 na Wayback Machine.  | 1012              | 26,0               | 21,0                 | 15,6 | 6,8  | 8,3    | 5,3     | 4,9   | 2,7    | —    | —        | 4,1 | —    | 2,2  | 3,1     | 51,0          | —                 |     |     |   |     |     |      |
| 5.–11. března               | SANEP      | HTML                                             | 4310              | 23,6               | 23,6                 | 13,2 | 7,5  | 9,8    | 7,4     | 3,2   | 3,1    | —    | —        | 2,2 | —    | —    | 6,4     | 52,8          | ±1,5 %            |     |     |   |     |     |      |
| 2.–9. března                | CVVM       | PDF                                              | 1045              | 33,0               | 26,0                 | 11,0 | 6,5  | 8,0    | 8,5     | 1,5   | 2,0    | —    | —        | 2,0 | —    | —    | 1,5     | 60,0          | —                 |     |     |   |     |     |      |
| 19.–29. března              | PPM Factum | HTML Archivováno 5. 9. 2016 na Wayback Machine.  | 971               | 21,3               | 19,5                 | 16,6 | 6,7  | 9,4    | 7,6     | 4,9   | 3,8    | —    | —        | 4,0 | —    | —    | 6,2     | 49,0          | —                 |     |     |   |     |     |      |
| 8. března – 4. dubna        | Median     | PDF                                              | 1029              | 21,5               | 21,5                 | 15,0 | 8,0  | 10,5   | 6,0     | 4,5   | 3,5    | —    | 2,5      | 4,0 | —    | —    | 3,0     | 56,0          | ±1-3 %            |     |     |   |     |     |      |
| 28. března – 3. dubna       | TNS Aisa   | PDF                                              | 1200              | 29,0               | 19,5                 | 13,5 | 9,0  | 9,0    | 6,5     | 3,0   | 2,5    | —    | 2,0      | 3,5 | —    | —    | 2,5     | 46,0          | ±0,9-3,1 %        |     |     |   |     |     |      |
| 2.–8. dubna                 | SANEP      | HTML                                             | 4293              | 22,9               | 23,2                 | 14,7 | 8,3  | 10.1   | 7,2     | 2,8   | 3,1    | —    | —        | 2,8 | —    | —    | 7,7     | 52,6          | ±1,5 %            |     |     |   |     |     |      |
| 4.–13. dubna                | CVVM       | PDF                                              | 1011              | 32,0               | 27,0                 | 12,5 | 8,5  | 8,0    | 6,5     | —     | 2,0    | —    | 1,0      | 2,0 | —    | —    | 0,5     | 55,0          | —                 |     |     |   |     |     |      |
| 20.–26. dubna               | TNS Aisa   | PDF                                              | 1200              | 31,5               | 20,5                 | 10,0 | 9,0  | 8,0    | 7,0     | 3,5   | 3,5    | —    | —        | 3,5 | —    | —    | 3,5     | 68,0          | ±1,3-3,2 %        |     |     |   |     |     |      |
| 7. dubna – 4. května        | Median     | PDF                                              | 1006              | 24,5               | 22,0                 | 14,5 | 8,5  | 11,0   | 6,5     | 2,5   | 3,0    | —    | 2,5      | 3,5 | —    | —    | 1,5     | 59,5          | ±1-3 %            |     |     |   |     |     |      |
| 11.–18. května              | CVVM       | PDF                                              | 1043              | 33,0               | 29,5                 | 13,0 | 6,5  | 7,0    | 5,0     | 0,5   | 1,5    | —    | —        | 3,0 | —    | —    | 1,5     | 57,0          | —                 |     |     |   |     |     |      |
| 14.–18. května              | SANEP      | HTML                                             | 3047              | 23,2               | 23,1                 | 14,3 | 8,8  | 9,8    | 7,1     | 1,5   | 3,4    | —    | —        | 2,8 | —    | —    | 8,8     | 51,7          | ±1,5 %            |     |     |   |     |     |      |
| 25.–31. května              | TNS Aisa   | PDF                                              | 1200              | 29,0               | 20,5                 | 12,0 | 8,0  | 9,5    | 6,5     | 2,5   | 3,0    | —    | —        | 2,5 | —    | —    | 6,5     | —             | ±1,1-3,1 %        |     |     |   |     |     |      |
| 8.–15. června               | CVVM       | PDF                                              | 1022              | 30,0               | 26,5                 | 13,0 | 8,0  | 8,0    | 6,5     | 0,5   | 2,5    | —    | —        | 2,0 | —    | —    | 3,5     | 57,0          | —                 |     |     |   |     |     |      |
| 18.–24. června              | SANEP      | HTML                                             | 4498              | 23,1               | 22,9                 | 14,5 | 9,1  | 9,5    | 6,8     | 1,1   | 3,2    | —    | 2,4      | 2,8 | —    | —    | 9,8     | 52,4          | ±1,5 %            |     |     |   |     |     |      |
| 20.–26. června              | TNS Aisa   | PDF                                              | 1200              | 27,0               | 19,5                 | 13,5 | 8,5  | 10,0   | 5,5     | —     | 3,5    | 2,0  | 2,0      | 2,5 | —    | —    | 6,0     | 70,3          | ±0,9-3 %          |     |     |   |     |     |      |
| 13.–18. srpna               | SANEP      | HTML                                             | 3421              | 22,8               | 22,5                 | 14,1 | 9,2  | 9,7    | 6,7     | 0,3   | 3,1    | 2,1  | 2,8      | 2,5 | 2,1  | —    | 7,4     | 50,3          | ±1,5 %            |     |     |   |     |     |      |
| 13.–23. srpna               | PPM Factum | HTML Archivováno 24. 9. 2015 na Wayback Machine. | 924               | 21,6               | 21,6                 | 14,6 | 6,4  | 10,5   | 6,5     | 2,4   | 4,0    | —    | 2,3      | 4,4 | —    | 2,3  | 3,4     | 48,0          | —                 |     |     |   |     |     |      |
| 24.–30. srpna               | TNS Aisa   | HTML                                             | 1200              | 28,0               | 20,5                 | 11,0 | 9,5  | 7,5    | 5,0     | 2,5   | 3,5    | 2,5  | —        | 3,5 | —    | —    | 5,5     | —             | ±1,2-3 %          |     |     |   |     |     |      |
| 5. srpna – 5. září          | Median     | PDF[nedostupný zdroj]                            | 1005              | 27,0               | 21,5                 | 13,5 | 8,0  | 11,0   | 6,5     | 2,0   | 2,5    | 1,0  | 1,5      | 3,0 | —    | 1,5  | 1,0     | 58,0          | ±1-3 %            |     |     |   |     |     |      |
| 3.–8. září                  | SANEP      | HTML Archivováno 17. 7. 2020 na Wayback Machine. | 3105              | 22,9               | 22,7                 | 13,9 | 9,1  | 9,8    | 6,5     | 1,2   | 3,1    | 2,0  | 2,8      | 2,8 | 2,0  | —    | 6,8     | 52,6          | ±2,5 %            |     |     |   |     |     |      |
| 7.–14. září                 | CVVM       | PDF                                              | 994               | 29,5               | 25,5                 | 14,5 | 7,0  | 6,5    | 6,5     | —     | 2,0    | 3,5  | —        | 2,0 | —    | —    | 3,0     | 57,0          | —                 |     |     |   |     |     |      |
| 19.–25. září                | TNS Aisa   | HTML                                             | 1200              | 26,0               | 18,0                 | 10,0 | 9,5  | 8,5    | 7,0     | 3,0   | 3,5    | 3,5  | 2,0      | 3,5 | —    | 2,0  | 3,5     | 66,0          | ±1–3 %            |     |     |   |     |     |      |
| 17.–28. září                | PPM Factum | HTML Archivováno 5. 10. 2015 na Wayback Machine. | 1020              | 21,5               | 18,9                 | 16,0 | 6,8  | 7,8    | 6,3     | 5,0   | 4,3    | 4,2  | 3,2      | 2,9 | —    | —    | 3,1     | 48,0          | —                 |     |     |   |     |     |      |
| 6. září – 7. října          | Median     | PDF                                              | 1050              | 23,5               | 21,0                 | 14,0 | 8,5  | 11,5   | 6,0     | 2,5   | 2,5    | 3,0  | 1,5      | 2,5 | —    | 1,5  | 2,0     | 60,0          | ±1–3 %            |     |     |   |     |     |      |
| 1.–7. října                 | SANEP      | PDF                                              | 3931              | 22,6               | 21,3                 | 14,1 | 9,8  | 8,2    | 6,4     | 2,1   | 3,1    | 3,6  | 3,1      | —   | 1,8  | —    | 3,9     | 53,4          | ±2,5 %            |     |     |   |     |     |      |
| 5.–12. října                | CVVM       | PDF                                              | 1045              | 29,5               | 26,0                 | 11,5 | 7,0  | 9,0    | 5,5     | 1,0   | 3,5    | 2,0  | —        | 1,5 | —    | —    | 3,5     | 57,0          | —                 |     |     |   |     |     |      |
| 17.–23. října               | TNS Aisa   | PDF                                              | 1200              | 28,0               | 16,0                 | 12,5 | 7,0  | 9,5    | 5,5     | 4,5   | 3,0    | 3,5  | 2,5      | 2,0 | —    | 2,0  | 4,0     | 68,0          | ±1,0–3,1 %        |     |     |   |     |     |      |
| 12.–18. listopadu           | SANEP      | PPTX Archivováno 17. 7. 2020 na Wayback Machine. | 3625              | 23,2               | 20,6                 | 14,2 | 9,9  | 6,5    | 6,3     | 3,4   | 3,4    | 3,1  | 3,2      | —   | 1,9  | —    | 4,3     | 53,6          | ±2,5 %            |     |     |   |     |     |      |
| 21.–27. listopadu           | TNS Aisa   | PDF                                              | 1200              | 29,0               | 19,5                 | 9,5  | 8,0  | 9,0    | 7,0     | 4,0   | —      | 4,0  | 2,0      | 2,5 | —    | —    | 5,5     | 70,0          | ±1,0–3,1 %        |     |     |   |     |     |      |
| 30. listopadu – 7. prosince | CVVM       | PDF                                              | 1048              | 26,0               | 26,5                 | 11,0 | 8,5  | 8,0    | 7,0     | 1,5   | 3,0    | 2,0  | 1,0      | 1,5 | —    | —    | 4,0     | 58,0          | —                 |     |     |   |     |     |      |
| 3.–8. prosince              | SANEP      | PPTX Archivováno 17. 7. 2020 na Wayback Machine. | 3012              | 23,8               | 19,7                 | 13,9 | 10,0 | 6,1    | 6,4     | 3,8   | 3,4    | 3,4  | 3,3      | —   | 1,9  | —    | 4,3     | 56,4          | ±2,5 %            |     |     |   |     |     |      |

### 2016
| Datum                        | Agentura   | Odkaz                                            | Počet respondentů | ANO         | ČSSD  | KSČM | ODS  | KDU-ČSL | TOP 09 | SPD  | Piráti | STAN | SZ  | Svobodní | Úsvit | DSSS | Ostatní | Volební účast | Statistická chyba |   |     |     |   |     |      |        |
| ---------------------------- | ---------- | ------------------------------------------------ | ----------------- | ----------- | ----- | ---- | ---- | ------- | ------ | ---- | ------ | ---- | --- | -------- | ----- | ---- | ------- | ------------- | ----------------- | - | --- | --- | - | --- | ---- | ------ |
| Datum                        | Agentura   | Odkaz                                            | Počet respondentů | 1.–5. ledna | SANEP | PPTX | 2318 | 23,7    | 20,2   | 13,5 | 10,1   | 6,4  | 6,5 | 3,5      | 3,1   | 1,9  | Ostatní | Volební účast | Statistická chyba | — | 3,4 | 3,9 | — | 3,8 | 54,3 | ±2,5 % |
| 11.–18. ledna                | CVVM       | PDF                                              | 1047              | 28,0        | 24,5  | 15,5 | 9,0  | 6,0     | 6,5    | 2,0  | 1,5    | —    | 2,0 | —        | 2,0   | —    | 3,0     | 58,0          | —                 |   |     |     |   |     |      |        |
| 23.–29. ledna                | TNS Aisa   | PDF                                              | 1200              | 30,0        | 20,0  | 9,5  | 10,5 | 5,5     | 9,0    | 3,5  | 2,5    | —    | 2,5 | —        | 3,0   | —    | 4,0     | 67,0          | ±1,0–3,1 %        |   |     |     |   |     |      |        |
| 13. ledna – 9. února         | Median     | PDF                                              | 1126              | 24,0        | 23,0  | 13,0 | 9,5  | 7,0     | 9,5    | 2,5  | 2,5    | —    | 2,5 | 1,5      | 2,5   | —    | 2,5     | 61,5          | ±1,0–3,0 %        |   |     |     |   |     |      |        |
| 4.–10. února                 | SANEP      | PPTX                                             | 3267              | 24,3        | 21,3  | 13,1 | 10,6 | 6,2     | 6,2    | 3,1  | 3,0    | 1,0  | —   | 3,6      | 4,0   | —    | 3,6     | 55,9          | ±2,5 %            |   |     |     |   |     |      |        |
| 8.–15. února                 | CVVM       | PDF                                              | 1080              | 27,0        | 24,5  | 14,0 | 8,5  | 7,0     | 7,0    | 2,0  | 3,0    | —    | 3,0 | —        | 1,0   | —    | 3,0     | 61,0          | —                 |   |     |     |   |     |      |        |
| 7.–14. března                | CVVM       | PDF                                              | 1079              | 29,0        | 22,5  | 13,0 | 10,0 | 6,0     | 5,5    | 2,5  | 2,5    | —    | 3,0 | —        | 2,0   | —    | 4,0     | 57,0          | —                 |   |     |     |   |     |      |        |
| 10.–16. března               | SANEP      | PPTX                                             | 3834              | 22,5        | 19,4  | 14,7 | 10,9 | 5,7     | 5,9    | 3,4  | 3,2    | 0,9  | —   | 4,3      | 5,1   | —    | 4,0     | 50,9          | ±2,5 %            |   |     |     |   |     |      |        |
| 17.–29. března               | PPM Factum | PDF                                              | 1016              | 19,9        | 20,0  | 14,9 | 7,0  | 8,2     | 10,1   | 4,9  | 4,8    | —    | 2,4 | 1,3      | 3,1   | —    | 3,4     | 53,0          | —                 |   |     |     |   |     |      |        |
| 19.–24. března               | TNS Aisa   | PDF                                              | 1200              | 28,5        | 21,5  | 9,5  | 9,0  | 6,0     | 7,0    | 2,5  | 2,5    | —    | 3,5 | —        | 4,0   | —    | 6,0     | 71,0          | ±1–3 %            |   |     |     |   |     |      |        |
| 1.–6. dubna                  | SANEP      | HTML                                             | 3451              | 21,3        | 20,9  | 14,1 | 10,9 | 6,0     | 5,3    | 4,1  | 3,4    | 0,8  | —   | 4,4      | 4,7   | —    | 4,1     | 51,4          | ±2,5 %            |   |     |     |   |     |      |        |
| 16.–22. dubna                | TNS Aisa   | PDF                                              | 1200              | 27,5        | 18,5  | 11,5 | 8,5  | 6,0     | 9,0    | 2,5  | 3,0    | —    | 3,5 | 2,0      | 4,0   | —    | 4,0     | 68,0          | ±0,2–3,1 %        |   |     |     |   |     |      |        |
| 5. dubna – 4. května         | Median     | PDF                                              | 1078              | 25,0        | 22,0  | 14,0 | 9,5  | 6,5     | 8,5    | 1,0  | 3,0    | 1,0  | 2,5 | 1,5      | 3,5   | —    | 2,0     | 59,5          | ±1,0–3,5 %        |   |     |     |   |     |      |        |
| 5.–11. května                | SANEP      | HTML Archivováno 17. 7. 2020 na Wayback Machine. | 3241              | 22,6        | 18,4  | 14,3 | 11,0 | 6,2     | 6,1    | 4,3  | 3,6    | 0,6  | —   | 4,5      | 2,8   | —    | 5,6     | 53,8          | ±2,5 %            |   |     |     |   |     |      |        |
| 21.–27. května               | TNS Aisa   | PDF                                              | 1200              | 24,0        | 18,5  | 13,0 | 8,5  | 5,5     | 8,5    | 3,5  | 3,5    | —    | 4,5 | 2,5      | 4,0   | —    | 4,0     | 70,0          | ±1,0–2,9 %        |   |     |     |   |     |      |        |
| 5. května – 7. června        | Median     | PDF                                              | 1034              | 25,5        | 22,0  | 14,0 | 8,5  | 7,0     | 8,5    | 2,0  | 2,5    | —    | 3,5 | 1,5      | 2,5   | —    | 2,5     | 59,5          | ±1–3,5 %          |   |     |     |   |     |      |        |
| 2.–7. června                 | SANEP      | HTML                                             | 2837              | 23,6        | 18,2  | 14,2 | 11,0 | 6,1     | 6,5    | 4,9  | 3,8    | 0,5  | —   | 4,6      | 2,1   | —    | 4,5     | 54,2          | ±2,5 %            |   |     |     |   |     |      |        |
| 3.–20. června                | CVVM       | PDF                                              | 1005              | 23,5        | 24,5  | 16,0 | 7,0  | 9,0     | 7,0    | 4,0  | 2,5    | —    | 2,5 | —        | 1,5   | —    | 2,5     | 59,0          | —                 |   |     |     |   |     |      |        |
| 13.–21. června               | STEM       | HTML                                             | 1061              | 29,2        | 18,4  | 13,6 | 7,1  | 6,5     | 5,8    | 4,5  | 4,7    | —    | 2,5 | 2,4      | 1,6   | 1,3  | 2,4     | 57,0          | ±2–3 %            |   |     |     |   |     |      |        |
| 27. června – 1. července     | TNS Aisa   | PDF                                              | 600               | 28,5        | 18,5  | 9,0  | 9,5  | 7,0     | 8,5    | 3,5  | 4,0    | 2,0  | —   | 2,5      | 2,0   | —    | 5,0     | 66,0          | ±1,5–4,5 %        |   |     |     |   |     |      |        |
| 7.–12. července              | SANEP      | HTML                                             | 2129              | 22,8        | 21,2  | 13,6 | 11,1 | 6,3     | 6,0    | 4,9  | 4,0    | 0,4  | —   | 4,6      | 1,4   | —    | 3,7     | 53,8          | ±2,5 %            |   |     |     |   |     |      |        |
| 23.–29. července             | TNS Aisa   | PDF                                              | 1200              | 28,5        | 16,0  | 10,5 | 10,0 | 7,0     | 6,5    | 3,5  | 2,0    | 2,5  | 4,5 | 2,0      | 2,5   | —    | 4,5     | 68,0          | ±1–3,1 %          |   |     |     |   |     |      |        |
| 4. července – 4. srpna       | Median     | PDF                                              | 1241              | 25,5        | 21,0  | 15,0 | 8,5  | 6,0     | 8,5    | 2,0  | 3,5    | 1,5  | 3,0 | 2,5      | 2,0   | —    | 1,0     | 60,0          | ±1–3,5 %          |   |     |     |   |     |      |        |
| 11.–17. srpna                | SANEP      | PDF                                              | 2365              | 23,9        | 19,1  | 13,4 | 11,2 | 6,3     | 6,1    | 4,7  | 4,2    | 0,5  | —   | 4,7      | 1,4   | —    | 4,5     | 54,1          | ±2,5 %            |   |     |     |   |     |      |        |
| 6.–26. srpna                 | TNS Aisa   | PDF                                              | 1200              | 29,5        | 18,0  | 11,0 | 9,5  | 5,0     | 6,5    | 3,5  | 3,5    | —    | 3,5 | —        | 3,0   | —    | 7,0     | 69,0          | ±1,1–3,1 %        |   |     |     |   |     |      |        |
| 30. srpna – 5. září          | STEM       | HTML                                             | 1013              | 24,6        | 20,7  | 14,3 | 7,0  | 6,7     | 8,4    | 2,5  | 3,0    | —    | 2,5 | 3,3      | 3,0   | 0,7  | 3,3     | 56,0          | ±2–3 %            |   |     |     |   |     |      |        |
| 5.–19. září                  | CVVM       | PDF                                              | 999               | 28,5        | 23,0  | 15,0 | 9,5  | 6,5     | 6,5    | 2,5  | 2,0    | —    | 2,5 | —        | 1,0   | —    | 3,0     | 59,0          | —                 |   |     |     |   |     |      |        |
| 10.–17. října                | CVVM       | PDF                                              | 982               | 34,5        | 19,5  | 10,0 | 8,0  | 9,0     | 6,0    | 4,0  | 3,0    | —    | 1,5 | —        | —     | —    | 4,5     | 56,0          | —                 |   |     |     |   |     |      |        |
| 13.–21. října                | STEM       | HTML                                             | 1054              | 29,7        | 14,4  | 14,6 | 9,0  | 6,7     | 7,1    | 5,2  | 4,7    | 1,4  | 1,7 | 2,7      | 1,8   | 0,8  | 1,6     | 53,0          | ±2–3 %            |   |     |     |   |     |      |        |
| 29. září – 29. října         | Median     | PDF                                              | 1032              | 24,5        | 18,0  | 13,5 | 9,5  | 7,0     | 8,5    | 4,0  | 4,0    | 2,0  | 3,0 | 2,0      | —     | —    | 4,0     | 59,0          | ±1–3,5 %          |   |     |     |   |     |      |        |
| 8.–27. října                 | TNS Aisa   | PDF                                              | 1200              | 34,0        | 15,0  | 7,5  | 8,5  | 6,5     | 7,5    | 6,5  | 3,0    | 4,5  | 2,0 | —        | —     | —    | 5,0     | 65,0          | ±0,9–3,2 %        |   |     |     |   |     |      |        |
| 27. října – 2. listopadu     | SANEP      | HTML Archivováno 17. 7. 2020 na Wayback Machine. | 2691              | 26,9        | 16,4  | 12,7 | 11,8 | 6,0     | 6,3    | 5,7  | 3,8    | 2,6  | 2,6 | —        | 1,2   | —    | 4,0     | 56,8          | ±2,5 %            |   |     |     |   |     |      |        |
| 7.–16. listopadu             | CVVM       | PDF                                              | 1019              | 32,5        | 22,5  | 14,5 | 9,0  | 6,0     | 5,0    | 3,5  | 1,5    | 1,5  | 2,0 | —        | 1,0   | —    | 1,0     | 56,0          | —                 |   |     |     |   |     |      |        |
| 5.–25. listopadu             | TNS Aisa   | PDF                                              | 1200              | 33,5        | 14,0  | 8,5  | 9,0  | 7,5     | 6,0    | 6,0  | 2,5    | 4,0  | 2,5 | 2,0      | —     | —    | 4,5     | 65,0          | ±0,9–3,1 %        |   |     |     |   |     |      |        |
| 28. listopadu – 12. prosince | CVVM       | PDF                                              | 1028              | 32,0        | 20,0  | 12,0 | 8,5  | 8,5     | 5,5    | 4,5  | 3,0    | 1,0  | 1,0 | 1,0      | 1,0   | —    | 2,0     | 57,0          | —                 |   |     |     |   |     |      |        |
| 13. listopadu – 13. prosince | Median     | PDF                                              | 1101              | 27,0        | 18,0  | 14,5 | 9,5  | 6,5     | 7,0    | 3,5  | 4,0    | 2,0  | 2,5 | 2,0      | —     | —    | 3,5     | 60,0          | ±1–3,5 %          |   |     |     |   |     |      |        |
| 30. listopadu – 12. prosince | STEM       | HTML                                             | 1020              | 29,7        | 16,3  | 13,8 | 7,5  | 6,9     | 5,2    | 4,7  | 3,3    | 4,1  | 1,9 | 0,5      | 2,1   | 0,2  | 3,8     | 54,0          | ±2–3 %            |   |     |     |   |     |      |        |

### 2017
| Datum                     | Agentura         | Počet respondentů | ANO          | KSČM  | ČSSD  | SPD  | ODS  | Piráti | KDU-ČSL | TOP 09 | STAN | Zelení | Svobodní | Realisté | DSSS | Úsvit | Ostatní | Volební účast | Statistická chyba |   |   |     |     |      |        |
| ------------------------- | ---------------- | ----------------- | ------------ | ----- | ----- | ---- | ---- | ------ | ------- | ------ | ---- | ------ | -------- | -------- | ---- | ----- | ------- | ------------- | ----------------- | - | - | --- | --- | ---- | ------ |
| Datum                     | Agentura         | Počet respondentů | 5.–11. ledna | SANEP | 2805  | 28,6 | 11,9 | 15,8   | 6,3     | 10,2   | 3,5  | 6,7    | 6,1      | 3,1      | 2,0  | —     | Ostatní | Volební účast | Statistická chyba | — | — | 1,0 | 4,8 | 54,5 | ±2,5 % |
| 9.–22. ledna              | CVVM             | 1039              | 32,0         | 13,5  | 19,0  | 4,0  | 9,0  | 2,5    | 6,5     | 8,0    | 1,0  | 1,0    | —        | —        | —    | 1,0   | 2,5     | 60,0          | —                 |   |   |     |     |      |        |
| 11.–23. ledna             | STEM             | 1048              | 29,9         | 12,6  | 14,6  | 4,9  | 9,8  | 4,1    | 7,8     | 4,6    | 2,9  | 2,1    | 1,4      | —        | 0,5  | 1,4   | 3,4     | 57,0          | ±3,0 %            |   |   |     |     |      |        |
| 1. ledna – 2. února       | Median           | 1064              | 28,5         | 15,0  | 19,5  | 4,5  | 8,0  | 3,5    | 6,5     | 6,5    | 1,5  | 2,0    | 1,5      | —        | —    | —     | 3,0     | 58,5          | ±1–3,5 %          |   |   |     |     |      |        |
| 6. února                  | Médea Research   | —                 | 28,0         | 9,6   | 14,6  | 7,5  | 7,8  | 6,3    | 7,8     | 4,7    | 5,2  | 3,0    | 3,4      | —        | —    | 0,9   | 1,1     | —             | —                 |   |   |     |     |      |        |
| 2.–8. února               | SANEP            | 2731              | 28,5         | 12,1  | 17,9  | 6,4  | 9,8  | 3,4    | 6,5     | 5,6    | 2,4  | 2,0    | —        | —        | —    | 0,7   | 4,7     | 52,9          | ±2,5 %            |   |   |     |     |      |        |
| 6.–19. února              | CVVM             | 1023              | 31,5         | 10,5  | 20,0  | 3,0  | 10,0 | 3,0    | 9,0     | 6,5    | 1,0  | 2,5    | —        | —        | —    | 1,0   | 2,0     | 59,0          | —                 |   |   |     |     |      |        |
| 6.–25. února              | Médea Research   | 1010              | 32,5         | 9,4   | 14,1  | 4,6  | 10,1 | 2,1    | 7,1     | 6,7    | 6,9  | 2,2    | 2,1      | —        | —    | 1,5   | 0,7     | —             | —                 |   |   |     |     |      |        |
| 4. února – 3. března      | Kantar TNS       | 1200              | 32,0         | 10,0  | 15,0  | 6,5  | 10,5 | 3,5    | 7,0     | 6,5    | 2,0  | 2,5    | —        | —        | —    | —     | 4,5     | 69,0          | ±0,9-3,1 %        |   |   |     |     |      |        |
| 3. února – 4. března      | Median           | 1040              | 29,0         | 12,0  | 21,0  | 4,5  | 8,0  | 2,0    | 7,0     | 7,0    | 2,0  | 3,0    | 1,5      | —        | —    | —     | 3,0     | 57,0          | ±1-3,5 %          |   |   |     |     |      |        |
| 27. února – 6. března     | STEM             | 1042              | 27,0         | 13,9  | 15,5  | 4    | 7,3  | 5,5    | 7,6     | 6,7    | 2,2  | 2,6    | 1,2      | —        | 0,5  | 4,2   | 1,8     | 56,0          | ±2-3 %            |   |   |     |     |      |        |
| 2.–6. března              | SANEP            | 2215              | 28,9         | 12,2  | 17,1  | 6,8  | 9,7  | 3,4    | 6,7     | 5,4    | 2,1  | 2,1    | —        | —        | —    | 0,2   | 5,4     | 53,6          | ±2,5 %            |   |   |     |     |      |        |
| 6.–19. března             | CVVM             | 1045              | 32,5         | 12,0  | 22,0  | 5,0  | 8,5  | 1,5    | 6,5     | 5,5    | 1,0  | 1,5    | —        | —        | —    | 1,0   | 3,0     | 59,0          | —                 |   |   |     |     |      |        |
| 4.–24. března             | Kantar TNS       | 1200              | 32,0         | 11,5  | 12,5  | 6,5  | 8,5  | 4,0    | 6,5     | 6,5    | 4,0  | 2,5    | —        | —        | —    | —     | 5,5     | 69,0          | ±1,1–3,2 %        |   |   |     |     |      |        |
| 6. března – 7. dubna      | Median           | 1087              | 28,5         | 13,5  | 20,0  | 4,0  | 7,5  | 3,0    | 6,5     | 8,0    | 2,0  | 3,0    | 1,5      | —        | —    | —     | 3,0     | 59,0          | ±1–3,5 %          |   |   |     |     |      |        |
| 6.–12. dubna              | SANEP            | 2407              | 27,5         | 12,6  | 15,9  | 7,1  | 8,9  | 3,7    | x       | 6,4    | x    | 2,7    | —        | —        | —    | 0,9   | 14,3    | 56,2          | ±2,5 %            |   |   |     |     |      |        |
| 3.–13. dubna              | CVVM             | 1033              | 33,5         | 12,5  | 16,0  | 3,0  | 10,5 | 3,5    | 7,5     | 6,0    | 2,0  | 2,0    | 1,0      | —        | —    | 1,0   | 1,5     | 59,0          | —                 |   |   |     |     |      |        |
| 6.–14. dubna              | STEM             | 1033              | 28,3         | 12,2  | 16,6  | 4,2  | 7,4  | 4,6    | 7,1     | 6,4    | 2,2  | 3,9    | 1,4      | —        | 0,9  | 2,6   | 2,2     | 54,0          | ±2–3 %            |   |   |     |     |      |        |
| 1.–24. dubna              | Kantar TNS       | 1200              | 31,5         | 10,5  | 12,0  | 6,5  | 11,5 | 4,0    | 7,0     | 6,5    | 3,5  | 2,5    | —        | —        | —    | —     | 4,5     | 70,0          | ±1–3,1 %          |   |   |     |     |      |        |
| 5. dubna – 3. května      | Median           | 942               | 27,5         | 12,5  | 18,0  | 8,0  | 9,0  | 3,0    | 6,5     | 8,0    | 2,5  | 3,0    | 2,0      | —        | —    | 1,5   | 4,0     | 60,5          | ±1–3,5 %          |   |   |     |     |      |        |
| 9. května                 | Médea Research   | —                 | 30,1         | 7,5   | 17,0  | 6,1  | 8,6  | 5,8    | x       | 8,0    | x    | —      | —        | —        | —    | 1,3   | 15,6    | —             | —                 |   |   |     |     |      |        |
| 8.–18. května             | CVVM             | 1019              | 33,0         | 11,5  | 14,0  | 7,0  | 13,0 | 4,0    | 8,5     | 7,0    | 2,0  | 1,5    | 1,0      | —        | —    | —     | 2,0     | 56,0          | —                 |   |   |     |     |      |        |
| 11.–24. května            | Focus            | 407               | 28,5         | 14,0  | 17,0  | 9,8  | 10,8 | 3,4    | x       | 9,8    | x    | 2,2    | 1,2      | 0,7      | —    | —     | 0,5     | 49,0          | —                 |   |   |     |     |      |        |
| 9.–29. května             | Kantar TNS       | 1200(813)         | 31,5         | 10,5  | 10,0  | 9,0  | 11,5 | 4,0    | 8,5     | 9,0    | 2,0  | 2,0    | —        | —        | —    | —     | 5,0     | 69,0          | ±0,9–3,2 %        |   |   |     |     |      |        |
| 29. května – 4. června    | Médea Research   | 1014              | 35,6         | 7,26  | 11,39 | 5,66 | 9,77 | 6,23   | x       | 6,86   | x    | —      | —        | —        | —    | —     | 11,31   | —             | —                 |   |   |     |     |      |        |
| 5.–15. června             | STEM             | 950               | 32,8         | 12,7  | 11,4  | 5,5  | 9,6  | 3,8    | 7,4     | 5,5    | 0,9  | 2,3    | 1,7      | —        | 1,2  | 3,1   | 2,3     | 56,0          | —                 |   |   |     |     |      |        |
| 5.–18. června             | CVVM             | 523               | 34,0         | 14,5  | 12,0  | 6,5  | 11,0 | 3,5    | 7,5     | 6,5    | 1,0  | 1,5    | 1,5      | —        | —    | —     | 2,5     | 60,0          | —                 |   |   |     |     |      |        |
| 20. května – 25. června   | Median           | 1005              | 27,5         | 15,5  | 14,0  | 7,5  | 10,0 | 3,5    | x       | 7,5    | x    | 3,0    | 2,5      | —        | —    | —     | 3,0     | 58            | ±1–3,5 %          |   |   |     |     |      |        |
| 5.–25. června             | Kantar TNS       | 1200              | 33,5         | 10,5  | 10,0  | 7,5  | 11,0 | 4,0    | x       | 7,5    | x    | 2,0    | —        | —        | —    | —     | 6,5     | 71,0          | ±1–3,1 %          |   |   |     |     |      |        |
| 21. června – 3. července  | STEM             | 1038              | 32,9         | 14,3  | 13,3  | 6,2  | 9,1  | 3,1    | 6,8     | 6,2    | 1,9  | 2,0    | 1,3      | —        | 1,1  | 2,2   | 1,4     | 58,0          | —                 |   |   |     |     |      |        |
| 21. června – 2. července  | Focus            | 1038(543)         | 29,3         | 11,8  | 16,4  | 7,2  | 10,9 | 5,2    | x       | 7,2    | x    | 3,5    | 1,3      | 0,2      | —    | —     | 1,1     | 62,0          | —                 |   |   |     |     |      |        |
| 26. června – 24. července | Median           | 1028              | 27,5         | 14,5  | 14,0  | 7,5  | 11,0 | 4,0    | x       | 7,5    | x    | 2,0    | 2,0      | 1        | —    | —     | 1,5     | 59            | ±1–3,5 %          |   |   |     |     |      |        |
| —                         | Médea Reasearch  | 1011              | 33,3         | 8,5   | 10,9  | 7,4  | 9,5  | 6      | x       | 6,9    | x    | —      | —        | —        | —    | —     | 8,4     | 70            | —                 |   |   |     |     |      |        |
| 26. července – 23. srpna  | Median           | 1043              | 26,5         | 13,0  | 14,5  | 9,0  | 10,0 | 3,5    | 6,5     | 9,0    | 3,5  | 2,0    | 1,5      | 1,5      | —    | 1,5   | 1       | 64            | ±1–3,5 %          |   |   |     |     |      |        |
| 18. - 27. srpna           | Médea Research   | 1010              | 28,20        | 11,52 | 13,54 | —    | 7,72 | 8,79   | 6,03    | 5,40   | 5,35 | —      | —        | —        | —    | —     | 13,45   | —             | ±1–3,4 %          |   |   |     |     |      |        |
| 14. - 28. srpna           | Focus            | 1011              | 28,4         | 12,5  | 15,7  | 5,0  | 12,1 | 4,0    | 7,1     | 7,3    | 3,3  | 2,1    | 1,2      | —        | —    | —     | 1,3     | 63            | —                 |   |   |     |     |      |        |
| 4. - 14. září             | CVVM             | 452               | 30,9         | 11,1  | 13,1  | 7,3  | 9,1  | 6,4    | 6,2     | 4,4    | 2,7  | 1,8    | 1,8      | 0,7      | 0,7  | —     | 3,8     | 60            | —                 |   |   |     |     |      |        |
| 28. srpna - 25. září      | Median           | 1243              | 27,0         | 12,5  | 13,5  | 6,5  | 9,5  | 6,0    | 6,0     | 7,0    | 4,0  | 2,5    | 2,0      | 1,25     | 1,25 | —     | 2       | 62            | ±1–3,5 %          |   |   |     |     |      |        |
| 14. - 25. září            | Médea Research   | 1003              | 30,58        | 10,92 | 13,67 | 6,16 | 5,56 | 10,09  | 4,59    | 5,95   | 3,38 | 3,61   | 2,23     | 0,81     | —    | —     | 2       | 56            | ±0,76-3,94 %      |   |   |     |     |      |        |
| 6. října                  | STEM a STEM/MARK | —                 | 26,5         | 14,2  | 12,2  | 8,2  | 8,9  | 6,1    | 5,8     | 4,9    | 3,1  | 3      | —        | —        | —    | —     | —       | —             | —                 |   |   |     |     |      |        |
| 3. - 10. října            | Focus            | 999               | 26,5         | 12,4  | 15,7  | 7,1  | 9,9  | 6,6    | 6,2     | 7,0    | 2,9  | 2,6    | 1,6      | 0,9      | —    | —     | 0,7     | 64            | —                 |   |   |     |     |      |        |
| 11. října                 | STEM             | —                 | 27,1         | 13,9  | 11,7  | 9,3  | 8,3  | 6,9    | 5,5     | 5,0    | 3,2  | 2,9    | —        | —        | —    | —     | —       | —             | —                 |   |   |     |     |      |        |
| 26. září - 14. října      | Median           | 1081              | 25           | 10,5  | 12,5  | 9,5  | 9,0  | 8,5    | 6,5     | 6,0    | 4,0  | 3,5    | —        | —        | —    | —     | 5,0     | 64            | ±1-3,5 %          |   |   |     |     |      |        |
| 16. října                 | Jan Herzman      |                   | 23,7         | 12,4  | 11,9  | 10   | 8,6  | 8,2    | 5,7     | 5,6    | 2,2  | 3,4    | 2,2      | 1,3      | 0,8  | —     | 4,0     | x             | x                 |   |   |     |     |      |        |

Aktuální model výsledku voleb přepočítával každý den model kdovyhrajevolby.cz, který vyvinuli vědci z Univerzity Karlovy. Tento agregátor shromažďuje informace o všech dostupných průzkumech a váží jejich výsledky stářím a kvalitou průzkumu.

## Volební potenciály
Volební potenciál říká, kolik hlasů by strana získala, pokud by se k ní přiklonili všichni, kdo zvažují její volbu. Respondent může uvést více politických stran současně. Zahrnuti jsou všichni, kteří nevylučují svou účast ve volbách, tedy i nerozhodnutí.
V závorce je uvedeno volební jádro, tedy voliči pevně rozhodnutí danou stranu volit.

## Grafické shrnutí

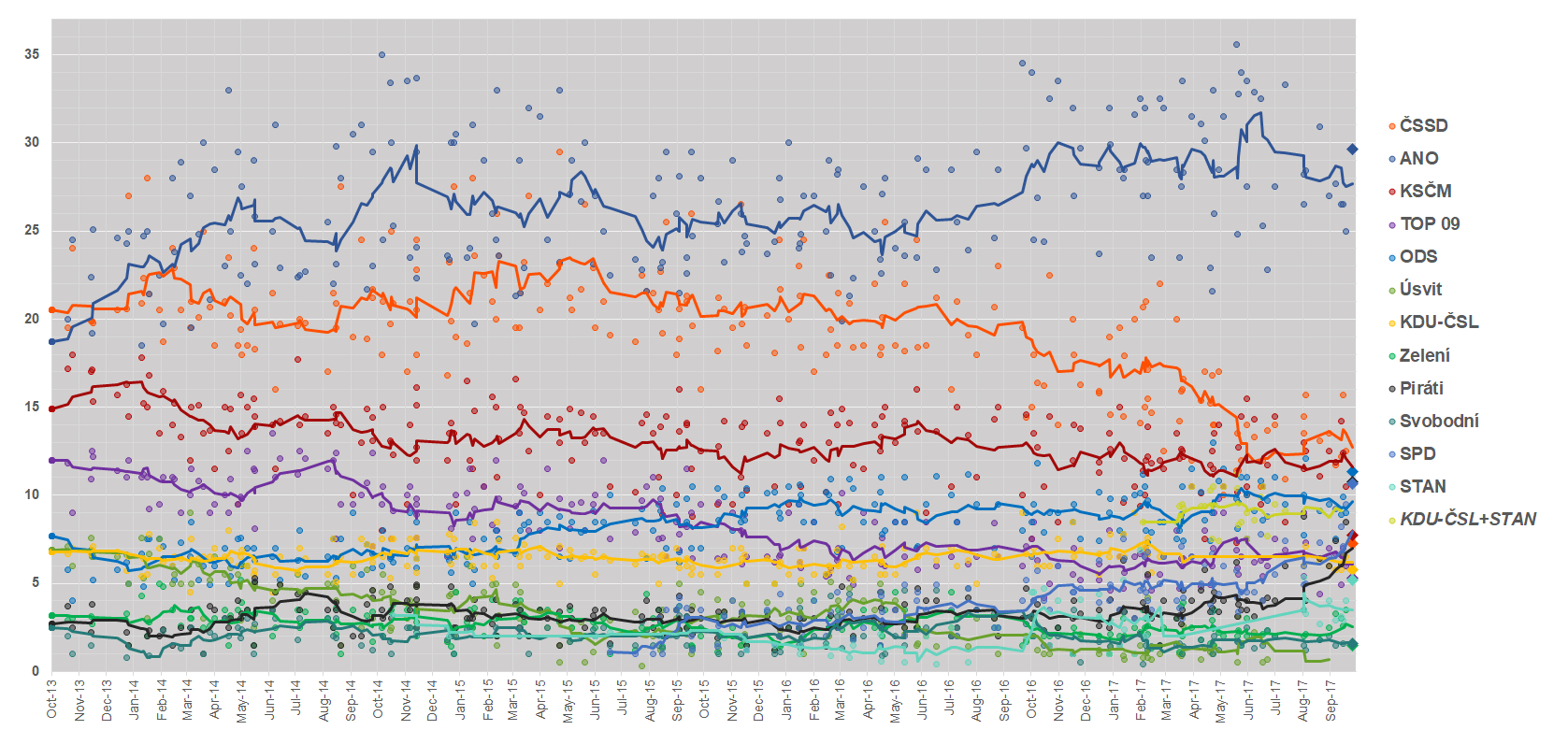
Grafické znázornění vývoje podpory jednotlivých politických stran před volbami do Poslanecké sněmovny Parlamentu České republiky 2017

### 2017
| Datum                     | Agentura            | Počet respondentů | ANO                 | ČSSD        | SPD        | ODS         | Piráti      | KSČM        | STAN       | TOP 09     | KDU-ČSL     | Zelení    | Realisté  | Svobodní  | SPO       | ODA       | Rozumní | BPI   | Úsvit     | KDU-ČSL + STAN | Statistická chyba |   |   |   |            |
| ------------------------- | ------------------- | ----------------- | ------------------- | ----------- | ---------- | ----------- | ----------- | ----------- | ---------- | ---------- | ----------- | --------- | --------- | --------- | --------- | --------- | ------- | ----- | --------- | -------------- | ----------------- | - | - | - | ---------- |
| Datum                     | Agentura            | Počet respondentů | 1. ledna – 2. února | Median      | 1064       | 36,0 (19,0) | 24,0 (13,5) | 6,0 (3,0)   | 10,0 (5,0) | 5,0 (2,0)  | 16,5 (11,0) | 3,0 (0,5) | 9,5 (4,0) | 8,5 (4,5) | 4,0 (1,0) | —         | —       | —     | —         | —              | Statistická chyba | — | — | — | ±1,5–3,0 % |
| 3. února – 4. března      | Median              | 1040              | 36,5 (20,5)         | 25,5 (15,0) | 6,5 (2,5)  | 11,5 (4,5)  | 4,0 (1,0)   | 15,0 (9,5)  | 4,5 (1,0)  | 12,0 (3,0) | 10,0 (3,5)  | 6,0 (1,5) | —         | —         | —         | —         | —       | —     | —         | —              | ±1,5–3,0 %        |   |   |   |            |
| 6. března – 7. dubna      | Median              | 1087              | 34,0 (21,0)         | 24,5 (14,5) | 7,0 (1,5)  | 12,0 (5,0)  | 4,5 (1,0)   | 15,5 (10,0) | 4,0 (1,0)  | 12,5 (5,0) | 10,0 (3,5)  | 6,5 (0,5) | —         | —         | —         | —         | —       | —     | —         | —              | ±1,5–3,0 %        |   |   |   |            |
| 5. dubna – 3. května      | Median              | 942               | 31,0 (19,5)         | 21,5 (12,0) | 6,5 (2,0)  | 12,0 (7,0)  | 4,5 (1,0)   | 14,5 (10,0) | 4,5 (0,5)  | 12,0 (5,0) | 9,0 (3,5)   | 5,0 (1,5) | —         | 3,0       | —         | —         | —       | —     | —         | —              | ±1,5–3,0 %        |   |   |   |            |
| 11.–17. května            | SANEP               | 2562              | 27,8 (15,3)         | 20,4 (13,1) | 9,1 (4,2)  | 11,3 (6,7)  | 5,3 (1,8)   | 14,8 (10,2) | —          | 7,8 (4,2)  | —           | 4,3 (1,5) | 5,1 (1,2) | 3,8 (1,4) | 2,8 (1,0) | —         | —       | —     | 1,4 (0,5) | 10,4 (4,5)     | ±2,5 %            |   |   |   |            |
| 20. května – 25. června   | Median              | 1005              | 32,0 (20,0)         | 17,0 (8,0)  | 7,5 (2,5)  | 13,0 (6,5)  | 7,0 (2,0)   | 17,0 (12,5) | —          | 11,0 (5,0) | —           | 5,5 (0,5) | —         | 4,5 (0,5) | —         | —         | —       | —     | —         | 14,5 (4,0)     | ±1,5–3,0 %        |   |   |   |            |
| 26. června – 24. července | Median              | 1028              | 34,5 (20,5)         | 17,5 (7,5)  | 9,0 (3,0)  | 17,5 (6,5)  | 6,5 (2,5)   | 17,5 (10,5) | —          | 13,0 (4,0) | —           | 4,0 (0,5) | 2,5       | 4,5 (0,5) | —         | —         | —       | —     | —         | 14,0 (5,0)     | ±1,5–3,0 %        |   |   |   |            |
| 13.–18. července          | SANEP               | 1765              | 28,1 (17,5)         | 17,8 (9,6)  | 12,4 (5,2) | 12,8 (6,5)  | 5,9 (2,5)   | 13,6 (9,7)  | —          | 7,8 (4,2)  | —           | 4,0 (0,5) | 7,1 (4,3) | 3,2 (1,3) | 2,3 (0,5) | —         | —       | —     | 1,2 (0,1) | 10,1 (5,3)     | ±2,5 %            |   |   |   |            |
| 13. července - 10. srpna  | phoenix research    | 1078              | 30,7 (25,1)         | 13,6 (10,1) | 5,0 (3,9)  | 10,6 (8,2)  | 5,8 (4,2)   | 13,8 (10,6) | 5,3 (3,8)  | 6,0 (4,3)  | 6,0 (4,0)   | 2,7 (1,8) | 5,2 (2,5) | 2,1 (1,1) | —         | 1,5 (0,2) | —       | —     | —         | —              | ±2,5 %            |   |   |   |            |
| 15. července – 15. srpna  | Behavio             | 1474              | 20 (8)              | 13 (3)      | 13 (3)     | 12 (2)      | 14 (2)      | 11 (4)      | —          | 12 (1)     | —           | 11 (1)    | 5 (0)     | 9 (1)     | 6 (0)     | 3 (1)     | 12 (1)  | 7(1)  | —         | 9 (2)          | —                 |   |   |   |            |
| 26. července – 23. srpna  | Median              | 1043              | 32,5 (17,0)         | 19,5 (8,5)  | 8,0 (3,5)  | 14,5 (6,0)  | 6,5 (2,0)   | 15,0 (9,0)  | 7,5 (1,0)  | 14,0 (5,0) | 11,0 (4,0)  | 4,0 (1,0) | 3,0       | 3,5       | —         | —         | —       | —     | —         | —              | ±1,5–3,0 %        |   |   |   |            |
| 17. - 23. srpna           | SANEP               | 18 963            | 28,2 (17,1)         | 18,1 (9,8)  | 12,5 (5,2) | 12,2 (6,2)  | 6 (2,6)     | 14,2 (9,8)  | 4,6 (1,3)  | 8,3 (4,3)  | 9,7 (5,2)   | 3,8 (0,5) | 6,9 (3,5) | 3,1 (1,2) | 3,1 (0,5) | —         | —       | —     | 1,1 (0,1) | —              | ±2,5 %            |   |   |   |            |
|                           | Median a Kantar TNS |                   | 35                  | 17          | 13         | 15,5        | 12          | 14          | 13         | 13         | 11,5        | 7         | —         | —         | —         | —         | —       | —     | —         | —              | —                 |   |   |   |            |
| 13. srpna - 9. září       | phoenix research    | 1078              | 28,2 (23,0)         | 13,9 (10,5) | 5,3 (3,8)  | 10,9 (8,3)  | 5,9 (4,3)   | 12,9 (10,6) | 6,2 (4,4)  | 5,9 (4,1)  | 5,7 (5,0)   | 3,6 (2,0) | 5,5 (2,4) | 2,8 (1,3) | 2,4 (1,2) | 3,5 (1,3) | —       | —     | —         | —              | ±2,5 %            |   |   |   |            |
| 7.-13. září               | SANEP               | 19 627            | 28,1 (16,9)         | 18,7 (10,2) | 13,8 (5,6) | 14,4 (6,5)  | 8,4 (2,9)   | 14,8 (9,9)  | 6,8 (2,3)  | 9,4 (4,2)  | 9,8 (5,1)   | 6,8 (2,1) | 6,9 (3,5) | 3,7 (1,1) | 3,2 (0,5) | —         | —       | —     | —         | —              | ±2,5 %            |   |   |   |            |
| 28. srpna - 25. září      | Median              | 1243              | 32,0 (19)           | 19,0 (9)    | 10,0 (4)   | 12,5 (6,5)  | 9,0 (4)     | 14,0 (9,5)  | 8,0 (2)    | 11,0 (4,5) | 8,5 (4)     | 5,0 (1)   | 3,0       | 3,5 (0,5) | —         | —         | —       | —     | —         | —              | ±1,5–3,0 %        |   |   |   |            |
| 28. září - 4. října       | SANEP               | 21 751            | 26,3 (15,1)         | 18,1 (7,2)  | 14,8 (6,5) | 14,6 (6,5)  | 10,3 (3)    | 14,1 (8)    | 7,8 (2,4)  | 8,7 (3,2)  | 8,9 (4,2)   | 7,1 (2,1) | 7 (3,5)   | 3,6 (1)   | 3,5 (0,5) | 3,4 (0,2) | —       | —     | —         | —              | ±2,5 %            |   |   |   |            |
| 25. září - 5. října       | Median a Kantar TNS | 3093              | 32,5                | 16,5        | 14,5       | 15,0        | 14,0        | 13,0        | 12,0       | 12,5       | 10,5        | 7,0       | —         | —         | —         | —         | —       | —     | —         | —              | ±1–2,5 %          |   |   |   |            |
| 21. září - 8. října       | Behavio             | 1500              | 20 (7)              | 13 (2)      | 16 (6)     | 13 (2)      | 15 (3)      | 11 (3)      | 13 (1)     | 11 (1)     | 7 (2)       | 8 (0)     | 3 (0)     | 5 (1)     | 4 (0)     | —         | 6 (0)   | 4 (0) | —         | —              | —                 |   |   |   |            |
| 11. září - 8. října       | phoenix research    | 1068              | 30 (26,3)           | 13,2 (9,6)  | 5,9 (4,0)  | 10,3 (8,0)  | 5,7 (4,5)   | 13,4 (10,2) | 6,5 (4,9)  | 6,0 (4,6)  | 5,8 (4,6)   | 3,6 (2,2) | 5,5 (2,0) | 4,1 (3,0) | 3,3 (1,3) | 4,2 (1,7) | —       | —     | —         | —              | ±2,5 %            |   |   |   |            |
| 3. - 10. října            | focus               | 999               | 29 (13)             | 21 (8)      | 16 (5)     | 15 (5)      | 15 (5)      | 14 (7)      | 16 (2)     | 17 (7)     | 12 (4)      | 11 (2)    | —         | —         | —         | —         | —       | —     | —         | —              | —                 |   |   |   |            |
| 26. září - 14. října      | Median              | 1081              | (17)                | (7)         | (6)        | (5,5)       | (5)         | (7,5)       | (2)        | (3,5)      | (4)         | (1,5)     | —         | —         | —         | —         | —       | —     | —         | —              | ±1–2,5 %          |   |   |   |            |